# Szászszőllős
Szászszőllős (románul: Seleuș), németül Klein-Alisch, más néven Kisszőllős vagy Szőllős, falu Romániában, Maros megyében.

## Története
Zágor község része. A trianoni békeszerződésig Kis-Küküllő vármegye Erzsébetvárosi járásához tartozott.

## Népessége
2002-ben 244 lakosa volt, ebből 170 román, 38 cigány, 17 német, 16 magyar, 2 Zsidó és 1 szerb nemzetiségű.

## Vallások
A falu lakói közül 205-en ortodox, 7-en római katolikus, 10-en református és 17-en evangélikus hitűek.